# Коломиец, Пётр Иванович
Пётр Иванович Коломиец (1914—1943) — сержант Рабоче-крестьянской Красной Армии, участник Великой Отечественной войны, Герой Советского Союза (1944).

## Биография
Родился в 1914 году в селе Нижняя Сыроватка (ныне — Сумский район Сумской области Украины). После окончания начальной школы работал в сельском хозяйстве.
В июне 1941 года был призван на службу в Рабоче-крестьянскую Красную Армию. С июля этого же года — на фронтах Великой Отечественной войны. К сентябрю 1943 года гвардии сержант Пётр Коломиец командовал пулемётным расчётом 267-го гвардейского стрелкового полка 89-й гвардейской стрелковой дивизии 37-й армии Степного фронта. Отличился во время битвы за Днепр.
29 сентября 1943 года во время боя за хутор Коноплянка Великобагачанского района Полтавской области Украинской ССР расчёт под командованием Петра Коломийца уничтожил около 30 вражеских солдат и офицеров, а затем, переправившись через Днепр, принял активное участие в захвате и удержании плацдарма на его западном берегу. 30 сентября во время отражения немецких контратак уничтожил около 90 вражеских солдат и офицеров, что способствовало успешной переправе основных сил. В ноябре 1943 года пропал без вести.
Указом Президиума Верховного Совета СССР «О присвоении звания Героя Советского Союза офицерскому, сержантскому и рядовому составу Красной Армии» от 22 февраля 1944 года за «образцовое выполнение боевых заданий командования при форсировании реки Днепр, развитие боевых успехов на правом берегу реки и проявленные при этом отвагу и геройство» был удостоен посмертно высокого звания Героя Советского Союза. Также был награждён орденами Ленина и Отечественной войны 2-й степени, медалью.